# Ypthima ordinata
Ypthima ordinata är en fjärilsart som beskrevs av Butler 1880. Ypthima ordinata ingår i släktet Ypthima och familjen praktfjärilar. Inga underarter finns listade i Catalogue of Life.